# Iglesia de San Miguel y Todos los Ángeles (Howick)
La Iglesia de San Miguel y Todos los Ángeles (en inglés: St Michael and All Angels Church), o para abreviar Iglesia de San Miguel (St Michael’s Church), es un templo perteneciente a la Iglesia de Inglaterra, situado en los terrenos de los jardines de Howick Hall en el pueblo de Howick, Northumberland, Inglaterra. El edificio fue concedido el grado II en la Lista del Patrimonio Nacional de Inglaterra y está clasificado como Monumento clasificado del Reino Unido, recibe alrededor de veinte mil visitantes al año.

## Historia y características
La parroquia de Howick se remonta al menos 1158 cuando se registra a un sacerdote llamado Asket. Aunque Asket es el primer sacerdote documentado, parece cierto que había una iglesia aquí mucho antes de su tiempo.
En 1746, un incendio destruyó el templo normando y fue reemplazado por lo que la guía de la iglesia llama «un curioso templo jónico». Ese edificio del siglo XVIII se incendió a su vez y fue reemplazado por la iglesia actual en 1848. El arquitecto del edificio actual fue F. J. Francis, quien optó por crear un edificio típicamente victoriano en estilo neo-normando, con ventanas y puertas del estilo románico de arco redondo. Francis extendió la iglesia hacia el este con la adición de un presbiterio y una sacristía.
La iglesia está estrechamente vinculada con los Grey de Howick Hall, y muchos de los miembros de la familia de Grey están enterrados en el cementerio. El más famoso de ellos fue Charles Grey, II conde de Grey, quien se desempeñó como primer ministro entre 1830–1834. Fue durante su mandato que se aprobó la Ley de reforma de 1832, allanando el camino para la democracia representativa. Pero hoy es mejor recordado no por sus logros políticos, sino por el té que lleva su nombre.
Los Grey hicieron más que solo ir a la iglesia. María Copley, III condesa de Grey (1803–1879), fue una escultora y artista consumada. Ella esculpió las gárgolas que decoran la pared norte exterior. Mabel Palmer, la V condesa (1884–1958), encargó las pinturas detrás del altar y la pila bautismal, y son consideradas con sentimientos encontrados.
Michael Fisher, obispo de St Germans, cuenta la experiencia con la familia de Charles Grey, V conde de Grey en su memorias For the Time Being: A Memoir, menciona que eran anglicanos devotos de la tradición de la iglesia alta. Pero la churchmanship de la Iglesia de San Miguel no está clara.